# Tomislav Knez
Tomislav Knez (Banja Luka, 9 de junho de 1938) é um ex-futebolista bósnio, medalhista olímpico. 

## Carreira
Tomislav Knez fez parte do elenco medalha de ouro, nos Jogos Olímpicos de 1960.